# Judge Dredd
Judge Dredd (en l'anglès original, «jutge temible») és una sèrie d'historietes  britànica, pertanyent al gènere de la ciència-ficció. Va ser creada pel guionista John Wagner i el dibuixant Carlos Ezquerra (encara que l'editor Pat Mills també mereix algun crèdit en el seu desenvolupament inicial) per al número 2 de la revista d'historietes 2000 AD el 1977.
El seu protagonista, el jutge Joseph Dredd, és un agent de la llei nord-americana en un futur distòpic on els jutges com ell reuneixen en si els poders de policia, jutge, jurat i botxí. Dredd i els seus companys estan facultats per detenir, condemnar i fins i tot executar als criminals a l'acte.
Molt popular, ha inspirat cançons (I Am the Law de Anthrax) i pel·lícules (Jutge Dredd protagonitzada per Sylvester Stallone i Dredd 3D, amb Karl Urban).